# Chromebit
Chromebit is een dongle waarop het besturingssysteem Chrome OS van Google draait. Het apparaat kan in een HDMI-poort van een televisie of monitor worden geplaatst en kan zo functioneren als personal computer. Een toetsenbord en muis kan verbonden worden via Bluetooth of Wi-Fi. Het apparaat werd aangekondigd in april 2015, en de daadwerkelijke levering begon in november van dat jaar.

## Functionaliteit
Een Chromebit verandert een scherm met een HDMI-poort in een desktop-variant van de Chromebook-laptop, waarop Google's Chrome OS draait. Dit besturingssysteem ondersteunt hoofdzakelijk een enkele toepassing; de webbrowser, en is daardoor afhankelijk van een werkende internetverbinding voor functionaliteit en opslag van gegevens.
De Chromebit heeft een lichte vergelijking met de Chromecast van Google. Het verschil is dat de Chromecast is ontworpen om beelden te ontvangen vanaf een computer naar een groot scherm, en de Chromebit is een complete computer in de behuizing zelf. Een directe concurrent is de Compute Stick van Intel, waarmee gelijke functionaliteit wordt geboden met de besturingssystemen Windows 8.1 en Ubuntu.

## Technologie
Intern komt de Chromebit overeen met een standaard Chromebook laptop. Het hart bestaat uit een Rockchip RK3288-processor met 2GB RAM-geheugen. Het apparaat heeft 802.11ac Wi-Fi, Bluetooth 4.0, en een USB 2.0-poort. Het uiteinde is draaibaar, en hierdoor past het in verschillende HDMI-sleuven.